# Villars (Loire)
Villars is een gemeente in het Franse departement Loire (regio Auvergne-Rhône-Alpes). De plaats maakt deel uit van het arrondissement Saint-Étienne. Villars telde op 1 januari 2022 7.705 inwoners.

## Geografie
De oppervlakte van Villars bedroeg op 1 januari 2022 5,72 vierkante kilometer; de bevolkingsdichtheid was toen 1.347 inwoners per km².

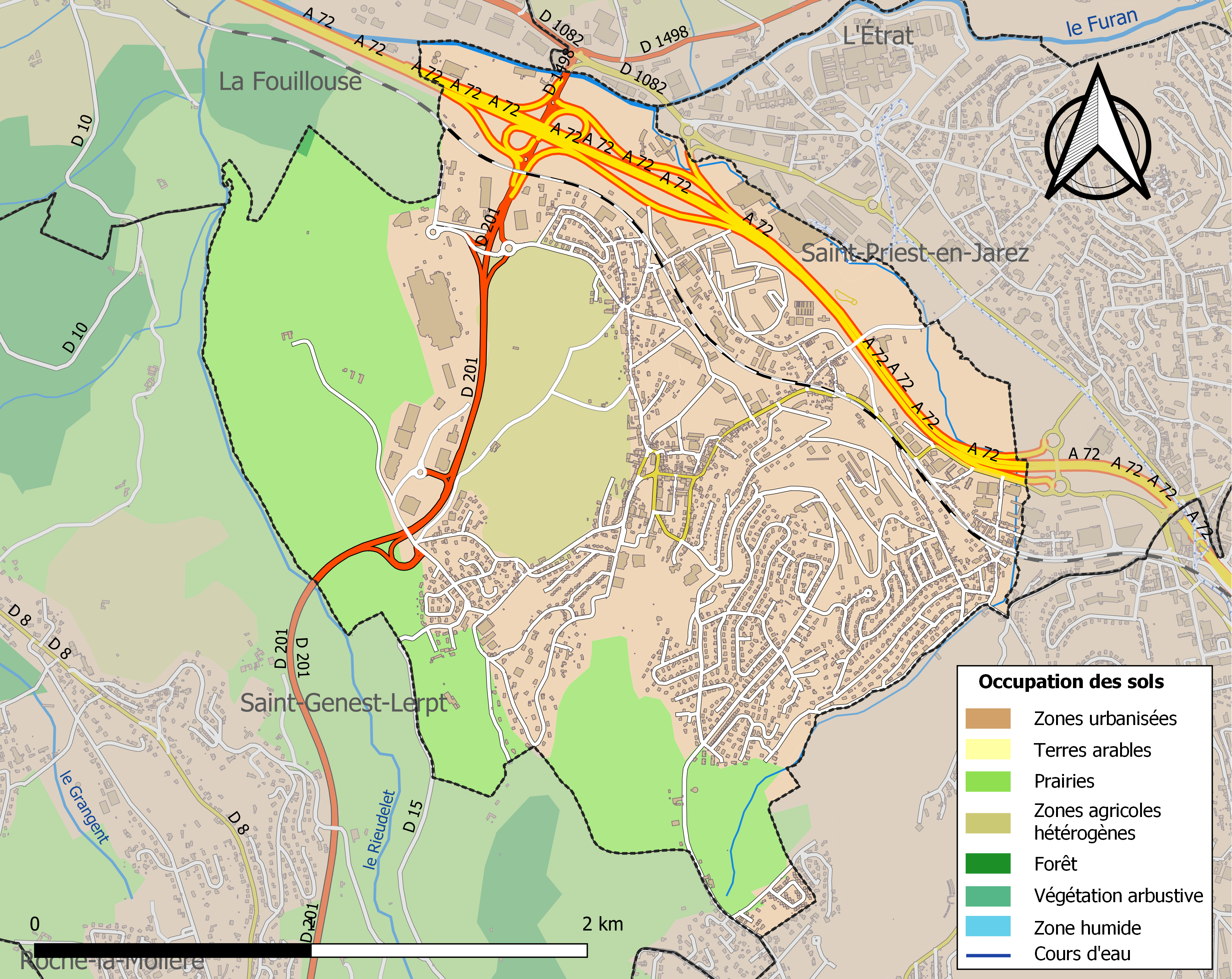
Kaart van de gemeente met de belangrijkste infrastructuur, bodemgebruik en omliggende gemeenten

## Demografie
Onderstaande figuur toont het verloop van het inwonertal (bron: INSEE-tellingen).